# 구라타 고헤이
구라타 고헤이(일본어: 蔵田 岬平, 1990년 9월 22일 ~ )는 일본의 전 축구 선수이다.

## 구단 경력
그는 2013년부터 2017년까지 J리그의 마쓰모토 야마가 FC, 아술 클라로 누마즈에서 활동하였다.